# オットー・ハーン平和メダル
オットー・ハーン平和メダル（英語: Otto Hahn Peace Medal、ドイツ語: Otto-Hahn-Friedensmedaille）は、ドイツの化学者・物理学者オットー・ハーンにちなんで命名されたドイツ国連協会が授与する賞。この賞は1945年8月のアメリカ合衆国空軍の広島と長崎への原子爆弾投下以来、ハーンが平和と人道主義への政治活動に尽力したことにちなんで創設された。
1988年に彼の孫であるデートリッヒ・ハーンによって創設され、ドイツ国連協会によって「平和と国際理解のために特筆する活動」に従事した人物や組織に授与されている。伝統に則り、金がはめ込まれた革で綴られた証書とあわせて、金メダルがベルリン市長とドイツ国連協会会長から2年に一度、12月17日に授与される。
1938年12月17日、ベルリン・ダーレム地区でオットー・ハーンはアシスタントのフリッツ・ストラスマンとウランの新しい反応（のちに共同研究者リーゼ・マイトナーが甥で物理学者であるオットー・ロベルト・フリッシュとともに原子核分裂が起きたことを証明した）を発見し、核エネルギー分野の科学技術的進化に大きく貢献した。そのためこの1938年12月17日が原子力時代の幕開けとして、科学的、経済的、社会的、哲学的な視点から世の中を大きく変えた日と言われる。

## 受賞者
- 1988年：サンドロ・ペルティーニ
- 1989年：ミハイル・ゴルバチョフ
- 1991年：サイモン・ヴィーゼンタール
- 1993年：カール・ポパー
- 1995年：ハンス・コシュニック（英語版）
- 1997年：ユーディ・メニューイン
- 1999年：ゲルト・ルーゲ（英語版）
- 2001年：ミリアム・マケバ
- 2003年：メアリー・ロビンソン
- 2005年：モハメド・アリ
- 2008年：ハンス・キュング
- 2010年：ダニエル・バレンボイム
- 2012年：秋葉忠利
- 2014年：マンフレッド・ノワック（英語版）
- 2016年：メリンダ・ゲイツ
- 2018年：ジョン・フォーブズ・ケリー
- 2020年：ナビ・ピレイ（英語版）